# Erica salax
Erica salax är en ljungväxtart som beskrevs av Richard Anthony Salisbury. Erica salax ingår i släktet klockljungssläktet, och familjen ljungväxter. Inga underarter finns listade i Catalogue of Life.